# Филимонов, Виктор Дмитриевич
Виктор Дмитриевич Филимонов  (род. 26 марта 1945 года, Иваново) — доктор химических наук, профессор Научно-образовательного центра Н. М. Кижнера Томского политехнического университета. Заслуженный химик РФ (1996).

## Биография
Виктор Дмитриевич Филимонов родился 26 марта 1945 года в городе Иваново. В 1948 году его семья переехала в Томск. 1963 году окончил томскую среднюю школу № 8 и поступил учиться в Томский политехнический институт. В 1968 году окончил Томский политехнический институт по специальности «Технология пластических масс». Диплом делал на кафедре технологии основного органического синтеза. В 1971 году окончил аспирантуру на кафедре основного органического синтеза. В 1972 году защитил кандидатскую диссертацию на тему: «Изучение механизмов реакций перевинилирования гетероциклических аминов и синтез фоточувствительных полимеров».
В 1983 году окончил докторантуру по специальности «Органическая химия», после чего, в 1984 году защитил докторскую диссертацию на тему: «Общие методы синтеза, электронное и пространственное строение 9-алкениларбазолов». Получил ученую степень доктора химических наук (1984) и ученое звание профессора (1986).
По окончания института работал в Томском политехническом университете последовательно на должностях: младший и старший научный сотрудник проблемной лаборатории синтеза пластических масс (1971—1976); ассистент кафедры технологии основного органического синтеза (1976—1979); старший преподаватель и докторант кафедры технологии основного органического синтеза (1980—1984). С 1984 года является заведующим кафедрой органической химии и технологии органического синтеза (ныне — кафедра биотехнологии и органической химии) Томского политехнического университета. Одновременно, с 1988 по 1991 год был деканом химико-технологического факультета ТПУ.
Филимонов Виктор Дмитриевич — ученик профессора Е. Е. Сироткиной. Его наставником и учителем также был воспитанник научной школы томских химиков-органиков профессор В. П. Лопатинский.
Область научных интересов: химия алкенов, алкинов, вицинальных дикетонов, гетероциклических и серосодержащих соединений; реакции и реагенты органического синтеза, методы и реагенты иодирования органических соединений, квантовая химия органических соединений, химия мономеров на основе карбазола, синтез биологически активных соединений, тонкий органический синтез, разработка новых лекарств. Работы профессора в области барбитурантов, синтетической химии мочевин, гликолурилов и пиразолонов привели к созданию новых лекарственных препаратов — противосудорожных лекарств «Галонал», «Галодиф», антивирусного препарата для лечения клещевого энцефалита «Иодантипирин» и др.
Виктор Дмитриевич Филимонов имеет 34 авторских свидетельств и патентов РФ, является автором около 300 научных работ. Под его научным руководством подготовлено и защищено 22 кандидатские диссертации.
Одновременно с занятием наукой, Виктор Дмитриевич ведет педагогическую деятельность. В Томском политехническом университете читает лекции: «Основы биохимии и молекулярной биологии»; «Органическая химия и основы биохимии»; «Методы получения биологически активных соединений»; «Теория технологических процессов получения биологически активных соединений».

## Награды и звания
- Заслуженный работник высшей школы.
- Заслуженный химик РФ.

## Труды
- Химия мономеров на основе карбазола / В. Д. Филимонов, Е. Е. Сироткина; Отв. ред. В. П. Лопатинский; [Рос. АН, Сиб. отд-ние, Ин-т химии нефти]. — Новосибирск : Наука : Сиб. изд. фирма, 1995. — 533 с. : ил.; 22 см; ISBN 5-02-029283-4.